# Rotunde

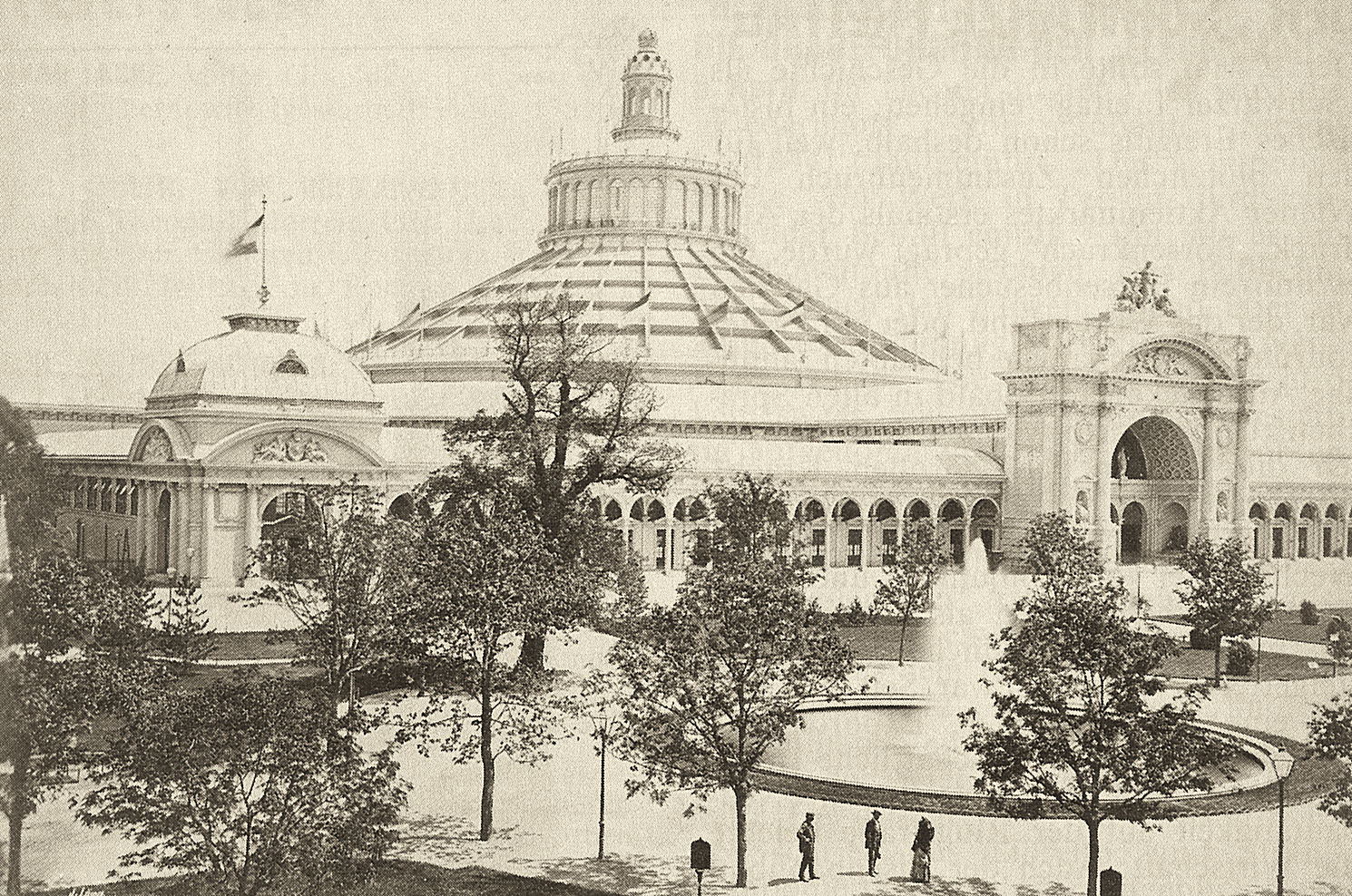
De Rotunde in het Weense Prater

De Rotunde was het voornaamste bouwwerk dat in het Weense Prater werd opgericht ter gelegenheid van de Wereldtentoonstelling die daar in 1873 werd gehouden. De Rotunde werd het beeldmerk van de tentoonstelling.
Het bouwwerk was een staalconstructie, die deels met hout en gips was bekleed. De koepel had een hoogte van 84 meter. De doorsnede van het gebouw bedroeg 108 meter. Het centrale gedeelte werd door vier galerieën van 190 meter omsloten. De hoofdingang had de vorm van een triomfboog, waarbij de pilaren van gips waren gemaakt. Op het front van de boog stond de wapenspreuk van keizer Frans Jozef: Viribus unitis (Met vereende krachten). Het eerste ontwerp was van de Schotse scheepvaartingenieur John Scott Russell. De Oostenrijkse architect Karl von Hasenauer maakte het definitieve ontwerp.
Toen de wereldtentoonstelling op 1 mei 1873 werd geopend, was het gebouw nog niet af. Financieel werd de wereldtentoonstelling zelf echter een ramp. Juist tijdens de tentoonstelling werd de stad getroffen door een choleraepidemie. In plaats van de verwachte 20 miljoen bezoekers, kwamen er maar iets meer dan 7 miljoen.
Na de wereldtentoonstelling werd het gebouw gebruikt voor verschillende exposities en manifestaties, tot het in 1921 werd ingericht als vast beursgebouw van de stad Wenen. In 1937 werd het gebouw door brand verwoest.